# Ceres (Kalifornia)
Ceres város az USA Kalifornia államában, Stanislaus megyében. Lakosainak száma 49 302 fő (2020. április 1.).

## Népesség
A település népességének változása:

| 2010 | 45 417 |
| 2020 | 49 302 |